# Молдовагаз
АТ «Молдовагаз» (рум. Moldovagaz) — російсько-молдовська газотранспортна компанія, державний концерн, найбільша компанія енергетичної галузі в країні. Є дочірньою компанією «Газпрому».
У 2019 році АТ «Молдогаваз» забезпечило російським природним газом понад 690 000 молдовських споживачів та доставило його на захід до Румунії. Акціонери компанії: «Газпром» (Росія) — 50 %, уряд Молдови — 35,33 %, адміністрація Придністров'я — 13,44 %.

## Історія
У 1994 році Міністерство енергетики, енергетичних ресурсів та палив Молдови створило державний концерн «Молдова-Газ», до складу якого входила 51 газорозподільна компанія. 25 березня 1999 року Молдавсько-газовий концерн та Молдавсько-Російське акціонерне товариство «Газзабесптранзит» об'єдналися в акціонерне товариство «Молдовагаз». У «2003» році була запущена станція обліку газу Кевшен (GVS). У 2007 році на півдні Молдови було запущено трубопровід Токуз-Кайнар-Мерен. У 2017 році АТ «Молдовогаз» імпортувало 1033,9 млн м³ природного газу, з них 36,4 % постачало АТ «Теплоелектрика», 32,3 % — домогосподарства.
2023 року в російському Газпромі заявили, що борг Молдовагазу за газ нібито становить $433 млн, а з урахуванням прострочення платежів — $709. Уряд Молдови замовив аудиторську перевірку, за її результатами, боргу компанії не виявили.

## Структура
Акціонери (контролери) АТ «Молдовагаз»:
Акціонерами (контролерами) АТ «Молдовагаз» є: ПАТ «Газпром», якому належать 50 % акцій, Агентство публічної власності Республіки Молдова — 35,33 % акцій, російське квазіутворення «ПМР» — 13,44 % акцій (передані у довірче управління «Газпрому») та міноритарні акціонери — 1,23 % акцій.
До складу «Молдовагазу» входять 23 дочірні газові підприємства, з яких 16 розташовані на правобережжі Молдови та 7 на лівобережжі, включаючи двох операторів газотранспортної системи в Молдові: ТОВ «Молдоватрансгаз» на правому березі Дністра та ТОВ «Тираспольтрансгаз» на лівобережжі, та 18 операторів газорозподільних мереж в Молдові, з них 5 у Придністров'ї  — в Бендерах, Дубоссарах, Слободзеї, Рибниці та Тирасполі. Решта 12 газорозподільних компаній працювали в Оргієві, Бєльцях, Комраті (Гагаузія), Кагулі, Кишиневі, Тараклії, Унгенах, Флорештах, Чимішлії, Штефан-Воде, Єдинцях та Яловенах.